# Acting like That
Acting like That è un singolo del cantante britannico Yungblud, pubblicato il 3 dicembre 2020 come sesto estratto dal secondo album in studio Weird!.

## Tracce
1. Acting like That – 3:11